# 粟崎海岸站
粟崎海岸站（日语：／ Awagasaki-Kaigan eki */?）是曾經位於石川縣金澤市粟崎町，北陸鐵道的淺野川線車站，現已廢站。
開業期間為只於海灘季節（七至八月）營業的臨時車站。

## 概要
此站主要方便乘客連接位於粟崎海岸的海灘。在1929年7月14日，淺野川電氣鐵道延伸至此站，作為終點站。
後來在1945年粟崎遊園前（後來名為內灘）至此站之間廢除，使此站也廢除。至戰後的1952年，此站才再次營業重開。
最初車站建於沙灘上，旁邊設有沙灘茶館。戰後重開時，為免讓車站避免鹽害，便遷移至沙灘外的高地處。隨後因興建新的金澤港原故，海灘需要關閉，此站亦暫停營業。1974年7月8日，內灘至此站之間正式廢線，此站也被廢除。原來路軌部份則開發為住宅區，現在已無法再尋回相關的痕跡。

## 車站構造
此站是位於防風林之中，設有2面2線的相對式月台。此站沒有車站大樓。

## 歷史
- 1929年7月14日：淺野川電氣鐵道新須崎（已廢站）至此站之間開通，成為終點站，開業。
- 1945年2月11日：內灘至本站之間廢線，此站也被廢除。
- 1952年：北陸鐵道淺野川線內灘至本站之間再次開通，再次啟用。
- 1974年7月8日：內灘至本站之間二度廢線，此站也再被廢除，至此並沒有再重開。

## 相鄰車站
北陸鐵道
淺野川線
內灘－粟崎海岸

## 注腳
1. ↑  《鉄道停車場一覧. 昭和12年10月1日現在》（國立國會圖書館近代數碼圖書館）
2. ↑  「地方鉄道運輸開始」『官報』1929年7月20日（國立國會圖書館數碼化收藏）
3. ↑  山本宏之「北陸鉄道浅野川線内灘駅付近の変遷」《RAIL FAN》No.505